# Колонія (Нью-Джерсі)
Колонія (англ. Colonia) — переписна місцевість (CDP) в США, в окрузі Міддлсекс штату Нью-Джерсі. Населення — 18 609 осіб (2020).

## Географія
Колонія розташована за координатами 40°35′39″ пн. ш. 74°18′50″ зх. д. / 40.59417° пн. ш. 74.31389° зх. д. (40.594133, -74.313770).  За даними Бюро перепису населення США в 2010 році переписна місцевість мала площу 10,14 км², з яких 10,13 км² — суходіл та 0,01 км² — водойми.

## Демографія
Згідно з переписом 2010 року, у переписній місцевості мешкало 17 795 осіб у 6160 домогосподарствах у складі 4980 родин. Густота населення становила 1755 осіб/км².  Було 6321 помешкання (624/км²).
Расовий склад населення:
| - 80,4 % — білих - 10,7 % — азіатів - 5,3 % — чорних або афроамериканців - 0,1 % — корінних американців - 1,5 % — осіб інших рас |

До двох чи більше рас належало 2,0 %. Частка іспаномовних становила 9,3 % від усіх жителів.
За віковим діапазоном населення розподілялося таким чином: 22,8 % — особи молодші 18 років, 61,9 % — особи у віці 18—64 років, 15,3 % — особи у віці 65 років та старші. Медіана віку мешканця становила 42,3 року. На 100 осіб жіночої статі у переписній місцевості припадало 93,2 чоловіків;  на 100 жінок у віці від 18 років та старших — 90,6 чоловіків також старших 18 років.
Середній дохід на одне домашнє господарство  становив 108 352 долари США (медіана — 94 474), а середній дохід на одну сім'ю — 119 943 долари (медіана — 105 720). Медіана доходів становила 64 663 долари для чоловіків та 51 868 доларів для жінок. За межею бідності перебувало 2,6 % осіб, у тому числі 4,7 % дітей у віці до 18 років та 2,3 % осіб у віці 65 років та старших.
Цивільне працевлаштоване населення становило 9283 особи. Основні галузі зайнятості: освіта, охорона здоров'я та соціальна допомога — 24,5 %, науковці, спеціалісти, менеджери — 11,7 %, роздрібна торгівля — 11,5 %.